# Reprezentacja Mandżukuo w piłce nożnej mężczyzn
Reprezentacja Mandżukuo w piłce nożnej – nieistniejący już zespół piłkarski, który reprezentował marionetkowe państwo zależne od Japonii – Mandżukuo. Drużyna istniała głównie w celach propagandy. Rozegrała osiem spotkań międzynarodowych (z Japonią i innymi opanowanymi przez nią państwami) lecz żadne z nich nie jest uznawane za oficjalne.

## Mecze międzynarodowe
| Lp. | Data             | D/W     | Przeciwnik                        | Wynik | Rozgrywki                               |
| 1.  | 3 września 1939  | D       | Japonia                           | 0–6   | Turniej Trzech Narodów                  |
| 2.  | ?                | D       | Chiny                             | ?     | Turniej Trzech Narodów                  |
| 3.  | 7 czerwca 1940   | W       | Japonia                           | 0–7   | Turniej Jubileuszowy 2600 lat Japonii   |
| 4.  | 16 czerwca 1940  | Japonia | Filipiny                          | 1–1   | Turniej Jubileuszowy 2600 lat Japonii   |
| 5.  | 19 czerwca 1940  | Japonia | Chiny (kolaboranci Wang Jingweia) | 1–0   | Turniej Jubileuszowy 2600 lat Japonii   |
| 6.  | 8 sierpnia 1942  | D       | Mengjiang                         | ?     | Turniej Jubileuszowy 10-lecia Mandżukuo |
| 7.  | 9 sierpnia 1942  | D       | Japonia                           | 1–3   | Turniej Jubileuszowy 10-lecia Mandżukuo |
| 8.  | 10 sierpnia 1942 | D       | Chiny (kolaboranci Wang Jingweia) | ?     | Turniej Jubileuszowy 10-lecia Mandżukuo |